# Шимишув (станция)
Шими́шув (пол. Szymiszów) — железнодорожная станция в деревне Шимишув-Оседле в гмине Стшельце-Опольске, в Опольском воеводстве Польши. Имеет 2 платформы и 2 пути.
Станция на железнодорожной линии Бытом — Вроцлав-Главный построена в 1878 году, когда эта территория была в составе Германской империи.